# Sư tử tuyết

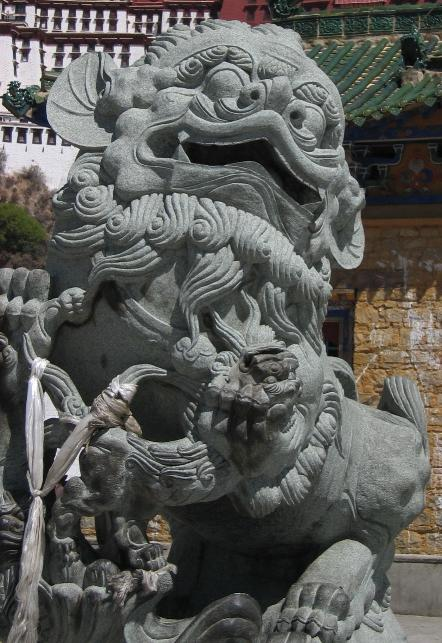
Một tượng sư tử tuyết lớn gác cổng vào Cung điện Potala

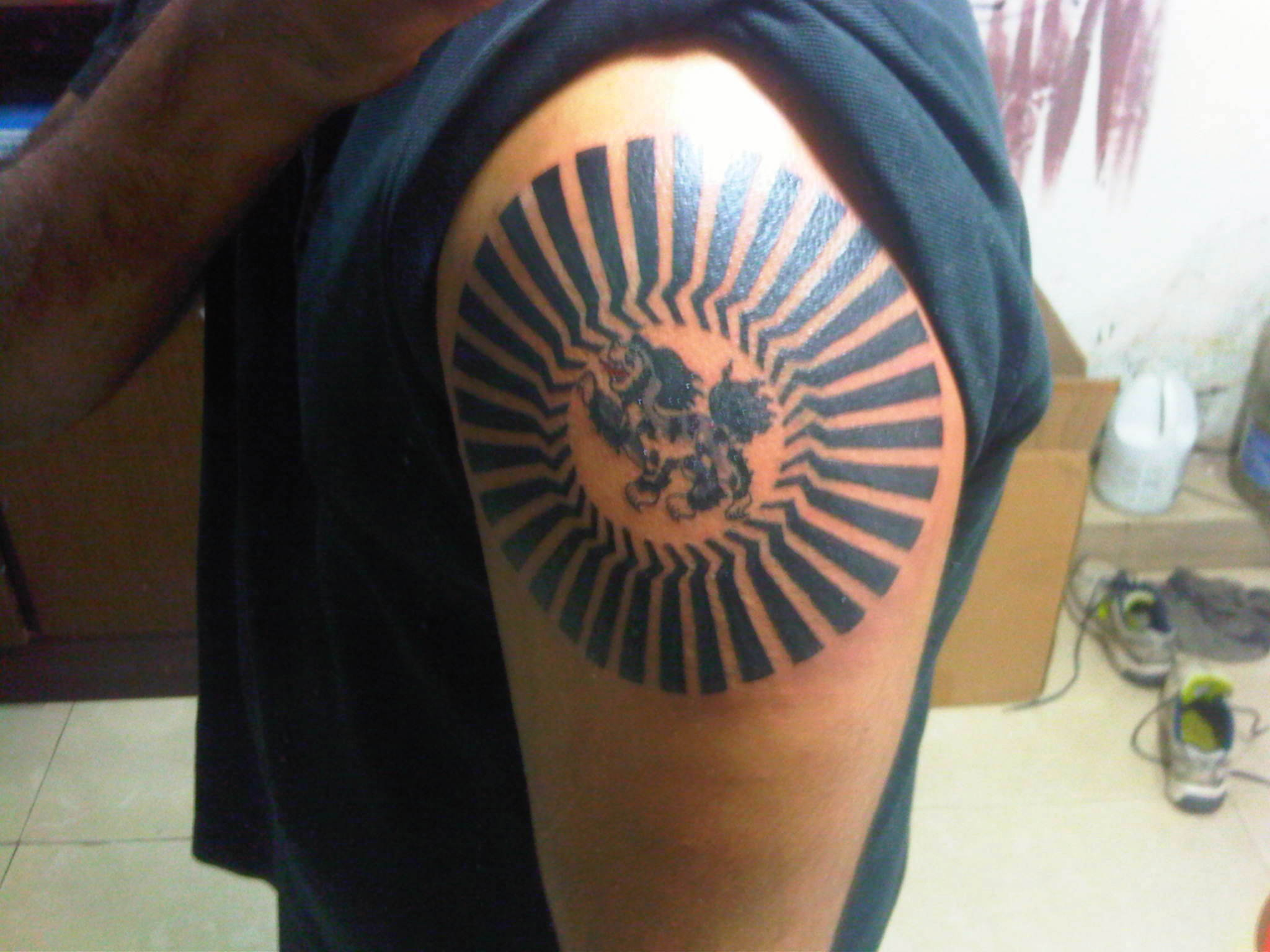
Một hình xăm sư tử tuyết

Sư tử tuyết (chữ Tạng: གངས་སེང་གེ་; Wylie: Ghang Sying Ghay; tiếng Trung: 瑞獅; bính âm: ruìshī; Hán Việt: thụy sư) là một thần vật của Tây Tạng. Nó đại diện cho sự không sợ hãi, sự hoan hỉ tuyệt đối, phương đông và hành thổ. Nó là một trong tứ linh của vương quốc Shambhala. Nó lang thang trên các ngọn núi và thường được phát họa lông trắng với bờm màu xanh ngọc. Trong cuốn sách "Tứ nhân phẩm" của Rudy Hardewijk, sư tử tuyết được miêu tả lại như sau:
| “ | Sư tử tuyết thuộc về miền Đông và đại diện cho niềm vui vô điều kiện, sự tĩnh lặng của tâm hồn và sự thanh thản. Nó có vẻ đẹp và phẩm giá kết quả từ một cơ thể và tâm trí cộng sinh hoàn hảo. Sư tử tuyết sở hữu sự trẻ trung, nguồn năng lượng dồi dào và một ý thức bẩm sinh của niềm vui. Đôi khi, ngai vua của Đức Phật được tả lại với tám con sư tử tuyết đại diện cho tám đệ tử của Phật đản Bồ Tát. Loài sư tử tuyết gắn với lòng can đảm và sự thống trị của các ngọn núi, và trái đất. | ” |

Sư tử tuyết là một loài vật linh thiêng, biểu tượng của quyền lực hoàng tộc trong nhiều nền văn hóa, từ Ai Cập Cổ đại đến Hy Lạp và đế quốc La Mã, ở phía Đông thì là Ba Tư và Ấn Độ. Con sư tử tuyết là người bảo vệ của Đức Phật và thường xuất hiện như một hiện vật mang giá trị nghệ thuật ở mỗi bên của ngai vàng. Cơ thể của con vật có màu trắng như tuyết, trong khi bờm, đuôi và lọn tóc trên chân có màu xanh nước biển hoặc xanh lá cây. Trong khi hầu hết sư tử tuyết được coi như vô tính trong nghệ thuật Phật giáo (không xác định giới tính), thì khi chúng xuất hiện dưới hình thức hai con sư tử đối đầu với nhau như trong quốc kỳ cổ của đất nước Tây Tạng, con bên phải được coi là nam và con nữ ở bên trái.
Hình ảnh hai con sư tử tuyết đối đầu nhau xuất hiện tại vị trí trung tâm của lá cờ cũ của Tây Tạng. Chúng nắm giữ giữa đôi chân trước của mình hai món châu báu. Món đồ ở trên có ba màu tượng trưng cho Tam Bảo của Phật giáo: Phật giáo (Buddha), Pháp luân (Dharma) và Tăng đoàn (Sangha); còn món đồ ở dưới mang hai màu sắc, theo văn hóa Tây Tạng tượng trung cho sự gắn kết giữa dân cư với ý thức cá nhân và sự điều khiển hành vi đạo đức (theo quan điểm Phật giáo là mười đức tính cao nhất và mười sáu cách hành xử với nhân thế). Các giống chó ở Tây Tạng được coi là nguyên mẫu cho linh thú Sư tử tuyết, trong đó có giống chó ngao Tây Tạng (hay còn gọi là ngao Tạng)